# الیانسا دو توکانتینس
الیانسا دو توکانتینس (به پرتغالی: Aliança do Tocantins) یک منطقهٔ مسکونی در برزیل است که در توکانتینس واقع شده‌است. الیانسا دو توکانتینس ۱٬۵۸۰ کیلومتر مربع مساحت و ۵٬۳۴۶ نفر جمعیت دارد.